# Marvis Frazier
Marvis Frazier (* 10. September 1960 in Philadelphia) ist ein ehemaliger US-amerikanischer Schwergewichtsboxer und Sohn Joe Fraziers.

## Amateur
Frazier war einer der besten Amateure seiner Klasse. Obwohl er nur 90 kg wog, war er bei 58 Kämpfen in 56 siegreich, er verlor nur zweimal. Er schlug unter anderem Tim Witherspoon. 1979 gewann er das Golden-Gloves-Turnier und wurde in Yokohama Juniorenweltmeister. 1980 wurde er US-amerikanischer Meister im Schwergewicht, ging dann aber in der Olympiaqualifikation gegen James Broad durch einen einzigen Volltreffer in der ersten Runde KO, was ein schlechtes Zeichen sein sollte.
Seine Bilanz war 56-2.

## Profikarriere
1980 wurde er Profi. Nach nur acht Siegen schlug er 1983 seinen ungeschlagenen Amateurbezwinger James Broad, zu diesem Zeitpunkt zwölf Kämpfe und zwölf Siege, nach Punkten. Im nächsten Kampf gewann Frazier gegen Joe Bugner. Direkt im Anschluss trat er mit nunmehr nur zehn Profikämpfen in einem Nicht-Titelkampf gegen Weltmeister Larry Holmes an. Holmes, der 10 kg mehr wog und mit 44 Siegen deutlich erfahrener war, ließ ihm in diesem Duell am 25. November 1983 keine Chance und siegte durch technischen KO in der ersten Runde.
Frazier besiegte in der Folgezeit unter anderem James Tillis und James Smith; gegen Tillis wurde er stehend angezählt, gegen Smith war er am Boden. Am 26. Juli 1986 trat er gegen den jungen, aufstrebenden Mike Tyson an und verlor erneut durch Erstrunden-KO. Nach drei weiteren Kämpfen beendete er dann 1988 seine Karriere.